# Fundamenteel diagram

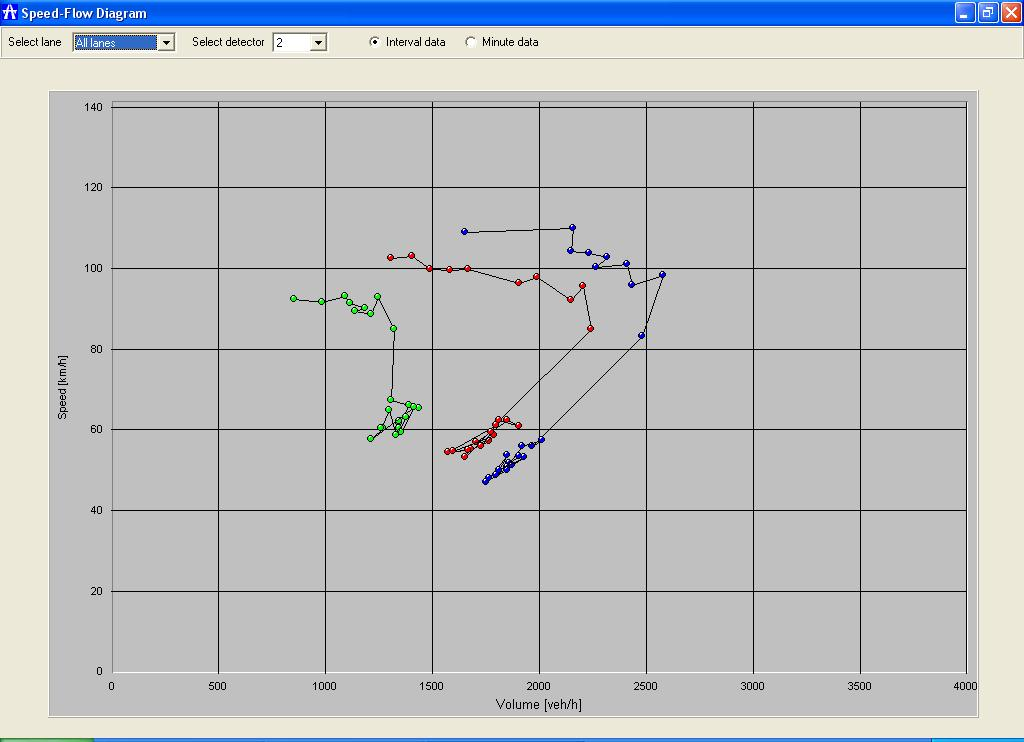
Fundamenteel diagram (u-q) voor drie rijstroken (simulatie)

Het basisdiagram of fundamenteel diagram is binnen de verkeerskunde de benaming van een diagram dat de relatie weergeeft tussen snelheid u, dichtheid k en intensiteit q van een verkeersstroom over een weg. Deze relatie kan worden opgesteld voor een hele rijbaan of voor iedere rijstrook afzonderlijk.
Het basisdiagram wordt meestal opgesteld als relatie tussen twee van de drie variabelen, waarbij de waarde van de derde variabele direct berekend kan worden uit de fundamentele relatie q = k * u. Het q-k diagram , waarbij de intensiteit wordt afgebeeld op de verticale as en dichtheid op de horizontale as, is hierbij met meest inzichtelijk, aangezien ook de snelheid makkelijk afleesbaar is in dit diagram. In de oudere literatuur is echter het u-q diagram het meest gebruikelijk, waarbij de verticale as de snelheid aangeeft en de horizontale as de intensiteit.
Meestal wordt het basisdiagram weergeven in de vorm van een lijngrafiek, waarvan het verloop vaak ook als wiskundige functie kan worden gespecificeerd.
Een veelgebruikt model is ontwikkeld door de verkeerskundige Bruce Greenshields, die een lineair verband aannam tussen de snelheid en de dichtheid:{\displaystyle u=u_{0}-c\cdot k}. De filedichtheid is de dichtheid waarbij de snelheid 0 is, dus voor de constante c geldt dat {\displaystyle c={\frac {k}{k_{j}}}}.
Met de relatie {\displaystyle q=k\cdot u} geeft het model van Greenshields een parabolisch verloop van het q-k diagram. {\displaystyle q=k\cdot (u_{0}-c\cdot k)}. Voor kleine dichtheden is dit niet realistisch, omdat de snelheid in dat geval nauwelijks beïnvloed wordt door de dichtheid. Een alternatief voor het parabolische verloop is het driehoekige fundamenteel diagram:
{\displaystyle q={\begin{cases}u_{0}\cdot k&{\text{if }}k<k_{c}\\q_{c}-{\frac {k-k_{c}}{k_{j}-k_{c}}}\cdot q_{c}&{\text{if }}k\geqslant k_{c}\end{cases}}}

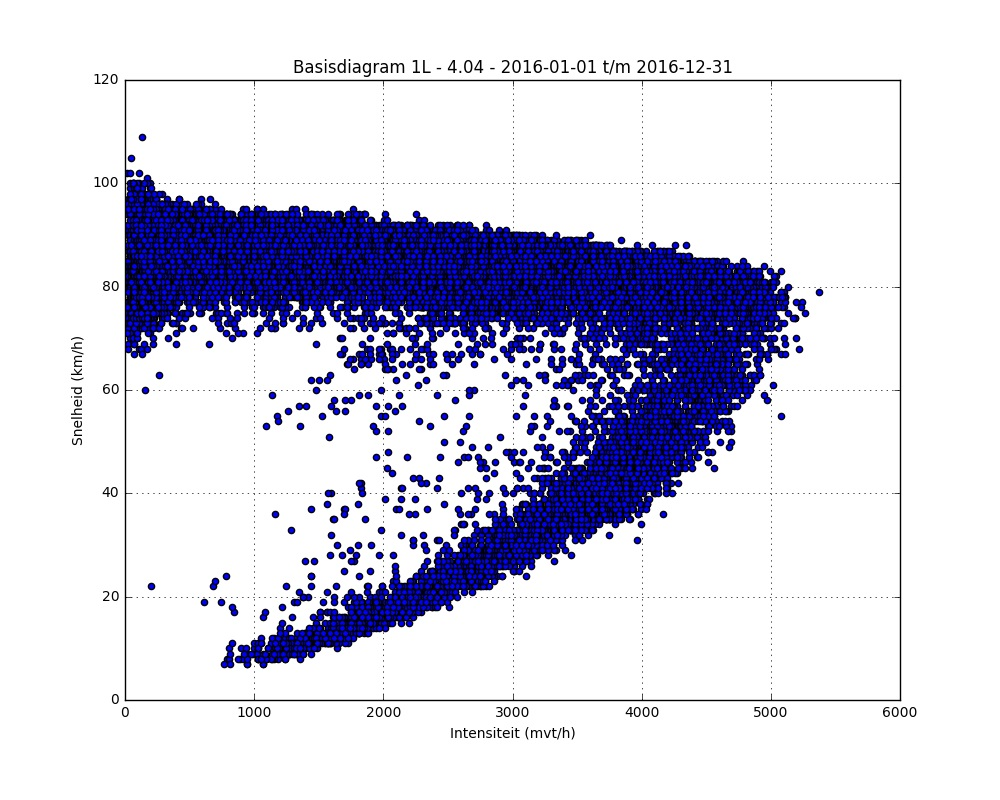
Fundamenteel diagram op basis van metingen van snelheid en intensiteit. In het diagram zijn zowel de metingen bij vrije doorstroming zichtbaar, als metingen tijdens congestie. Hieruit is ook een schatting te maken van de vrije capaciteit en de afrijcapaciteit.

Daarnaast kan een fundamenteel diagram ook worden weergegeven door punten die de (gemiddelde) snelheid en intensiteit gedurende (bijvoorbeeld) 5 minuten representeren.

## Netwerk Fundamenteel Diagram
Een Netwerk Fundamenteel Diagram (NFD) is een variant van het fundamenteel diagram waarin het verband wordt gelegd tussen de totale verkeersstroom, de dichtheid en de snelheid van de voertuigen in een verkeersnetwerk. Dit verband werd voor het eerst gelegd in 2008 door Daganzo en Geroliminis naar aanleiding van een onderzoek naar het verkeer in de Japanse stad Yokohama.
De drie variabelen die worden gebruikt in een NFD zijn: de accumulatie N, de productie P en de prestatie E. Hierin is de accumulatie de gemiddelde dichtheid (in vtg of vtg/km), de productie is de interne verkeersstroom (in vtg/h) en de prestatie is de uitstroom van het netwerk per tijdseenheid (in vtg/h).
Uit het experiment van Daganzo en Geroliminis bleek dat het verband tussen deze variabelen zeer sterk is en dat er weinig spreiding is in de meetresultaten. Het uitgangspunt hierbij was echter wel dat het verkeer nagenoeg homogeen over het netwerk verdeeld is, iets wat in de praktijk nauwelijks voorkomt. In 2012 is er onderzoek gedaan aan de TU Delft naar het effect van een inhomogene verdeling van het verkeer over het netwerk. Uit dit onderzoek bleek dat dit effect meegenomen kan worden in het model door middel van de spreiding σ van de dichtheid over het netwerk. Als het verkeer homogeen verdeeld, dan is deze spreiding gelijk aan 0. Een grotere spreiding leidt tot een lagere productie van het netwerk.